# Diecezja Venado Tuerto
Diecezja Venado Tuerto (łac. Dioecesis Cervi Lusci) – diecezja Kościoła rzymskokatolickiego w Argentynie, sufragania archidiecezji Rosario. 

## Historia
12 sierpnia 1963 papież Paweł VI bullą Rosariensis diocesis erygował diecezję Venado Tuerto. Dotychczas wierni z tym terenów należeli do archidiecezji Rosario.

## Ordynariusze
- Fortunato Antonio Rossi (1963 - 1977)
- Mario Picchi SDB (1977 - 1989)
- Paulino Reale Chirina (1989 - 2000)
- Gustavo Help (2000 - 2021)
- Moon Han-lim (od 2021)